# Dark Souls III: The Ringed City
Dark Souls III: The Ringed City es el segundo de dos paquetes de contenido descargable para el videojuego de acción de 2016 Dark Souls III. Lanzado el 27 de marzo de 2017, el paquete de contenido fue desarrollado por FromSoftware y publicado por Bandai Namco Entertainment. Tuvo una acogida favorable por parte de la crítica, y varios lo vieron como un final apropiado para la serie Souls.

## Antecedentes
A diferencia de los juegos anteriores de la serie Souls, Dark Souls III se lanzó junto con un pase de temporada, lo que confirma que se planearon dos paquetes de contenido descargable desde el principio. El 3 de enero de 2017, se anunció Dark Souls III: The Ringed City. The Ringed City y el anterior paquete de contenidos, Ashes of Ariandel, fueron concebidos como las entradas finales de la serie Souls.

## Argumento
Hidetaka Miyazaki, director de Dark Souls III y creador de la serie Souls, dijo que la historia de los dos packs de Dark Souls III estaba destinada a cubrir los temas principales del juego principal desde una nueva perspectiva, en lugar de concluir la serie en general. El pack ve al jugador persiguiendo a un personaje conocido como el Caballero Esclavo Gael hasta el fin del mundo mientras busca al titular "Alma Oscura de la Humanidad".

## Entorno y modo de juego
Dark Souls III: The Ringed City cuenta con dos ubicaciones principales: el Dreg Heap y la Ciudad Anillada del mismo nombre. El primero es una extensión de restos de castillo y catedral quemados y esparcidos por cenizas que comprenden los edificios destrozados de diferentes épocas. El Dreg Heap es una confluencia gris y carbonizada de civilizaciones en ruinas que se deslizan lentamente y se desmoronan y descomponen. Áreas de juegos anteriores (como Earthen Peak de Dark Souls II y Lost Izalith's roots del Dark Souls original) se pueden ver aquí. El diseño del área es poco común para la serie Souls, que se centra en la navegación vertical y en evitar los peligros enemigos de largo alcance que incentivan un ritmo moderado y cauteloso para el jugador. Algunos críticos elogiaron el empleo de estos enemigos angélicos que requieren exploración para ser derrotados, mientras que otros juzgaron que el juego no era apto para tal inclusión.
La Ciudad Anillada es la más extensa de las dos localizaciones, con tres de los cuatro jefes del pack viviendo dentro. Parcialmente rodeada por un muro de roca en forma de anillo, la ciudad es una zona luminosa con cúpulas brillantes, jardines bajos, enormes edificios y un extenso pantano de color púrpura salpicado de estructuras que se hunden. Julie Muncy de Wired llamó a la Ciudad Anillada "bella, extraña y misteriosa" y escribió: "Nunca he estado en un lugar como este antes". El primer jefe requerido en la ciudad viene en forma de un enemigo que otros jugadores reales pueden controlar. Algunos críticos vieron esto como un movimiento positivo para aumentar la actividad jugador contra jugador y aumentar la longevidad del pack, mientras que otros pensaron que era una confrontación "desechable" que se sentía "fuera de lugar". La lucha final de The Ringed City es contra un personaje llamado Gael que fue introducido en el anterior paquete de contenidos.

## Jefes
Opcionales
1. Midir, el devorador de oscuridad: Aparece en una gran área secreta subterránea en La ciudad anillada, aunque primero deberá ser derribado en un puente de camino a la iglesia de Fillianore para que aparezca. Un enorme y feroz dragón criado por los dioses, y enviado a enfrentarse a la oscuridad del abismo. Temiendo que ésta lo hubiese corrompido, la mujer caballero Shira nos envía a derrotarlo. Este jefe, famoso por su alta dificultad, combina ataques físicos en área con su aliento de fuego y su capacidad de invocar la magia oscura del abismo, ofreciendo una batalla muy dura.

Obligatorios
1. Príncipe demonio: Aparece en el montón de residuos. Inicialmente se muestra como dos demonios diferentes (Demonio herido y Demonio inferior), pero cuando venzas a ambos, el último de ellos resucitará como el Príncipe demonio, al ser el último de su especie. Este enorme demonio, el mismo al que derrotó el príncipe Lorian tiempo atrás, tendrá uno de dos posibles devastadores ataques de fuego dependiendo de qué demonio reencarnó; un rayo láser ígneo si el último en ser vencido fue el Demonio inferior, o un gran meteoro si fue el Demonio herido.
2. Lanza de la iglesia: Aparece en la iglesia de Fillianore, en La ciudad anillada. Para esta batalla, el juez gigante Argo invocará a tres NPCs; dos para dificultarla que van vestidos y armados como los guardianes de las pinturas de Dark Souls, a los cuales invocará al principio y a la mitad de la batalla, y a uno principal conocido como 'Penumbra, lanza de la iglesia', que es el jefe en sí. En caso de que Midir ya haya sido vencido y se pertenezca al pacto "Lanzas de la iglesia", el propio jugador podrá ser invocado por Argo para invadir a otros jugadores como un jefe, en sustitución de Penumbra.
3. Caballero esclavo Gael: Aparece en el final del mundo, en un gran desierto que cuenta como el último tramo de la ciudad anillada. Es el mismo Gael que nos condujo al mundo pintado de Ariandel (en caso de que los DLC sean jugados en orden), y que nos irá guiando de forma indirecta a través de El montón de residuos y La ciudad anillada. Gael fue en búsqueda de los señores pigmeos para obtener la sangre del alma oscura, necesaria para que la pintora pudiese crear un nuevo mundo pintado, pero cuando los encontró descubrió que la sangre ya se había secado. Desesperado, Gael mató a los señores pigmeos y consumió su sangre para convertirse en el nuevo recipiente del alma oscura, no sin antes guiar al adalid de la ceniza hasta su ubicación para que éste pudiese matarlo y llevar su sangre a la pintora, sabiendo que el alma oscura lo corrompería. Para cuando el adalid de la ceniza lo encuentra, Gael ya estará completamente enloquecido y tratará de matarlo con movimientos animalescos y erráticos, aunque conforme avance la batalla se irá mostrando más ágil y estratégico, y por ende, más difícil de vencer.

## Recepción crítica
Dark Souls III: The Ringed City recibió una recepción "generalmente favorable", según el agregador de reseñas Metacritic. Al escribir para IGN, Chloi Rad dijo que el pack ha "encontrado una manera de volver a visitar el pasado sin una dependencia barata de la nostalgia, terminando la historia de Dark Souls de una manera que será satisfactoria para los fans que disfrutan escarbando en la rica tradición que la serie ha estado construyendo durante los últimos años". Daniel Starkey de GameSpot pensó que el paquete había terminado demasiado rápido, pero elogió su ubicación, sus temas y sus enemigos. Ben Tarrant, de Push Square, escribió: "Es una parte carnosa y una desviación bienvenida de las prácticas observadas en Ashes of Ariandel, mientras que todavía se entrelazan y continúan con la compleja narrativa". Jeffrey Matulef de Eurogamer elogió especialmente las peleas de jefes del pack, y Steven T. Wright de Rolling Stone apreció su dificultad. En una crítica más tibia, James Davenport de PC Gamer escribió: "Precioso pero vacío, desafiante pero no siempre justo, The Ringed City es un débil reflejo de los mejores rasgos de la serie". William Hughes del The A.V. Club llamó a los lugares de The Ringed City hermosos y exuberantes, pero pensó que la fórmula Souls se estaba volviendo anticuada.
Varios críticos vieron The Ringed City como un final apropiado para la serie Souls.